# Klingspor-Museum

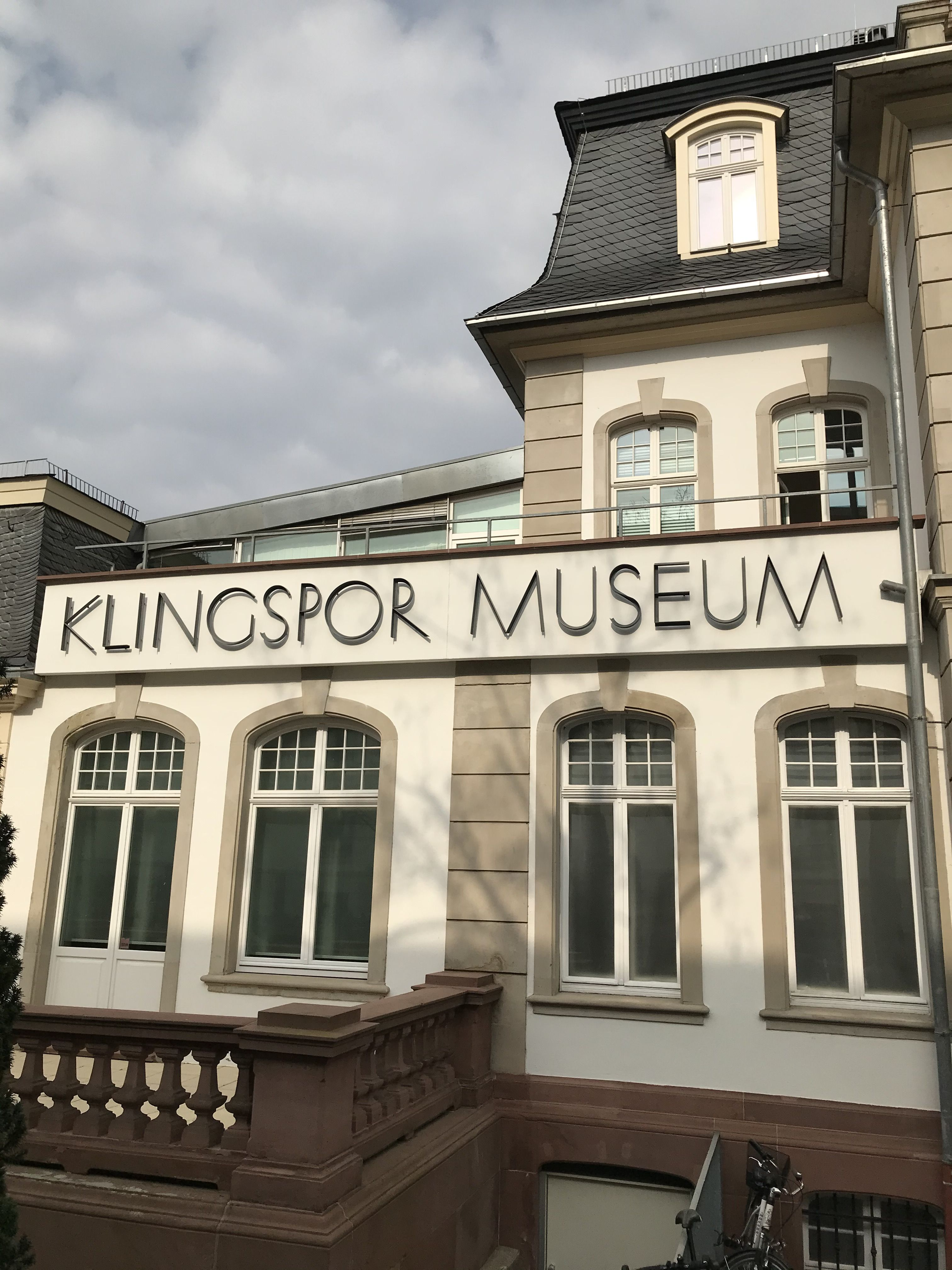
Klingspor-Museum (2021)

Das Klingspor-Museum in Offenbach am Main ist ein Museum für moderne und zeitgenössische Buch- und Schriftkunst, das auf der privaten Sammlung des Schriftgießereibetreibers Karl Klingspor gründet wurde. Es befindet sich im Südflügel des Büsing-Palais. 2011 wurde das Gebäude nach historischem Vorbild saniert und aufgestockt und das provisorische Flachdach ersetzt. Von 2002 bis 2021 leitete der promovierte Kunsthistoriker Stefan Soltek das Museum, seit 1. Dezember 2021 ist Dorothee Ader neue Leiterin des Museums.

## Sammlung

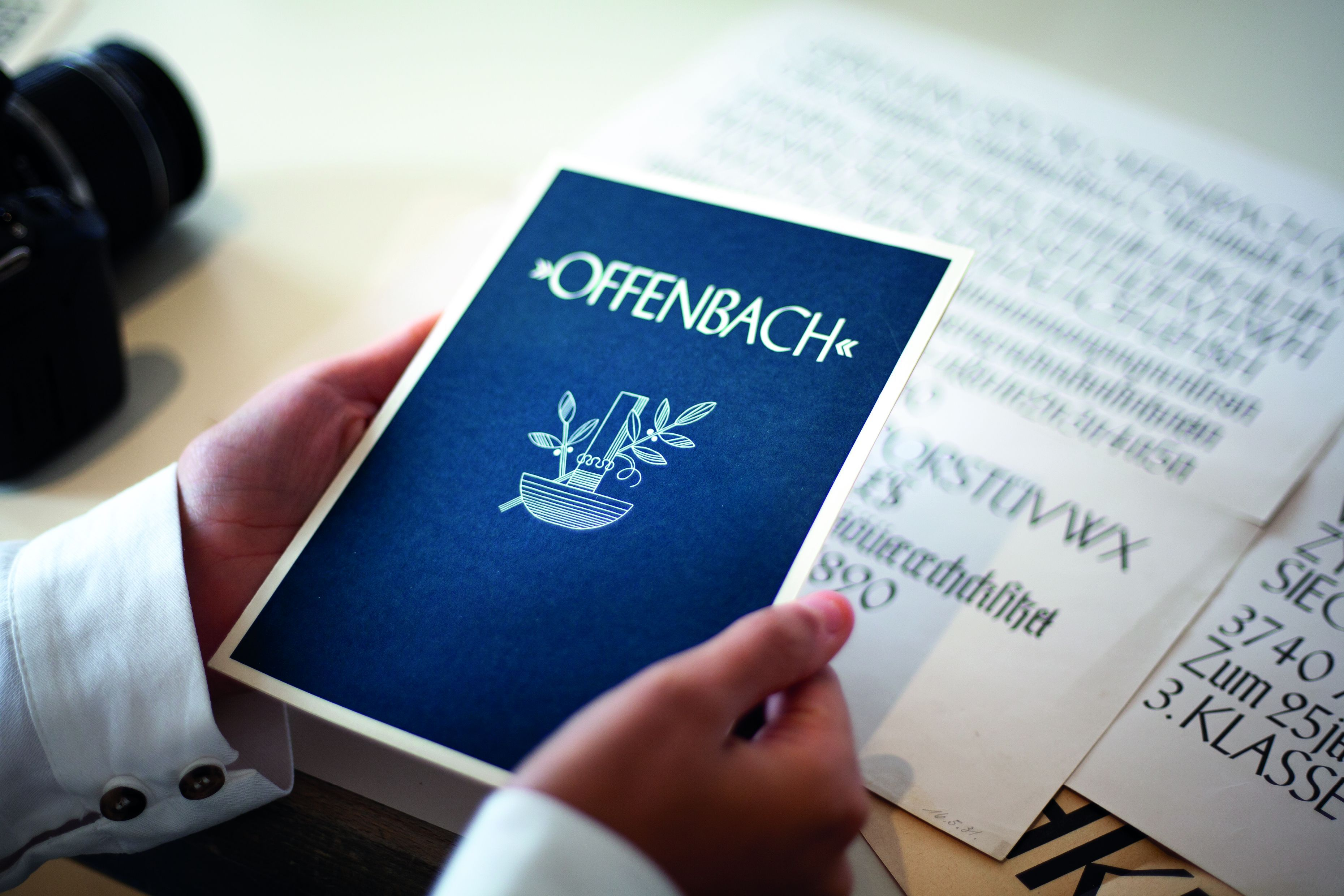
Schriftprobe Offenbach

Im Rahmen seiner unternehmerischen Tätigkeit bei der Schriftgießerei Gebrüder Klingspor hatte Karl Klingspor eine Sammlung an zeitgenössischen und historischen Objekten des Grafikdesigns und der Buchkunst angelegt. In der Sammlung befinden sich die Nachlässe von Werner Klemke, Rudolf Koch, Ernst Schneidler und Rudo Spemann. Das Museum besitzt zudem außerhalb der Niederlande die größte Sammlung über den Typographen Hendrik Nicolaas Werkman, der mit seiner experimentellen Zeitschrift „The next call“ aus den Jahren 1923–1926 zu den einflussreichsten Avantgardisten der Typographie des 20. Jahrhunderts gehört.
Die systematisch aufgebaute Sammlung, die bei seinem Tode 1950 über 3000 Druckwerke umfasste, wurde von den Erben Karl Klingspors der Stadt Offenbach geschenkt und bildete den Grundstock des Museums. Die Sammlung des Klingspor Museums umfasst heute ca. 80.000 Kunstwerke in Form von Künstlerbüchern, Malerbüchern, Pressendrucken, Schriftproben, Druckgrafiken, Kalligrafien, Kinderbüchern und Schriftteppichen des 20. und 21. Jahrhunderts. Die Sammlung an Schriftproben und Prozessmaterial der Schriftgießerei Gebrüder Klingspor bildet daneben einen reichen Fundus an Schriftdesigns der ersten Hälfte des 20. Jahrhunderts.
1953 gründete die Stadt Offenbach das Klingspor-Museum und berief den Designer Georg Alexander Mathéy zum Direktor. Da nach Mathéy Kunsthistoriker folgten, wurde das Museum zu einem Haus für künstlerisches Buch und kunsthandwerkliche Kalligrafie umgewandelt. Es sammelt heute in erster Linie zeitgenössische Buch- und Schriftkunst.

## Ausstellungen (Auswahl)
- 1963: Karlgeorg Hoefer – Das schriftkünstlerische Schaffen.
- 1964: Hans Fronius – Zeichnungen, Lithografien und Illustrationen.
- 1967: Gisela Petschner – Zeichnungen.
- 1968: Dieter Lincke – Zeichnungen.
- 1968: Gulliver-Presse 1961–1966.
- 1974: Fritz Eichenberg – Druckgraphik, Zeichnungen, Mappenwerke, Holzstöcke Bücher.
- 1977: Frans Masereel und seine Freunde.
- 1978: Herbert Post – Leben und Werk.
- 1997/1998: Bunte Kinderwelt – 42. Internationale Bilderbuchausstellung (1. Dezember 1997 – 1. März 1998)
- 2011: Im Glauben an das Exquisite – Siegfried Guggenheim – Ein jüdischer Mäzen der Buch- und Schriftkunst[4]
- 2012: Virulent aufrühren in Wort und Bezeichnung: Hartmut Andryczuk
- 2013: Buch, Kunst, Schrift. F. H. Ernst Schneidler[5]
- 2015/2016: 61. Internationale Kinderbuchausstellung[6]
- 2016: Laut, bunt und böse. Buch und Grafik von Ottfried Zielke.
- 2024: Same Bold Stories. Schriftgestaltung von Frauen und Queers im 20. und 21. Jahrhundert[7]